# 瓜諾島
瓜諾島（Guano Island），是南極洲的島嶼，位於阿黛利地，處於沙莫島以南0.2海里，長0.4公里，在1951年由法國探險隊繪入地圖和命名，現時由南極條約體系管理。